# Васил Стефанов (издател)
Васил Стефанов (на английски: Vasil Stephanoff) е виден български публицист в САЩ. Издател и собственик е на първия български всекидневник, който се публикува извън България – „Народен глас“.

## Биография
Стефанов е роден през 1884 година в село Габарево, Източна Румелия. На младини работи като печатар с Константин Бозвелиев в Казанлък. От 1903 до 1906 година се помещава в София, където работи в печатницата на вестник „Вечерна поща“. През 1907 година Стефанов емигрира в Съединените щати и започва работа като чиновник в администрацията на търговската къща на Константин Мицарев в град Сент Луис. Останал обаче без работа, Стефанов решава да се завърне отново към печатарския занаят. Така той приема предложението да стане съдружник на Матю Георгиев в издателската фирма „Народен глас“ и през 1909 година те стават съсобственици. Публикуването на вестник „Народен глас“ по-късно е прехвърлено от град Сент Луис в Гранит Сити, където се мести и Стефанов. Прпез 1913 година там отваря врати първото българско модерно издателство в Съединените щати – „Народен глас“, което се издига към началото на 20-те години до положението на най-модерна българска печатница в САЩ. Стефанов умира през 1950 г. в Гранит Сити, Илинойс.